# Papamobil

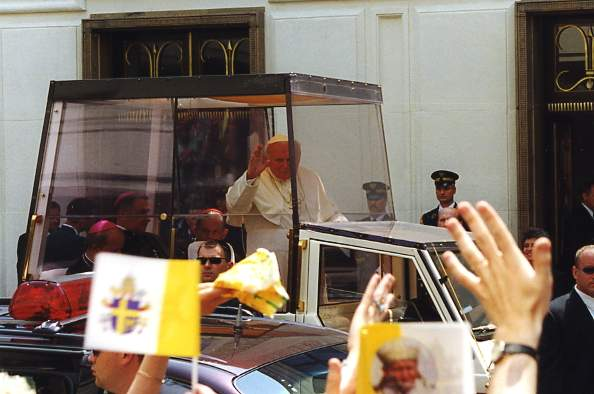
Papa Ioan Paul al II-lea într-un papamobil

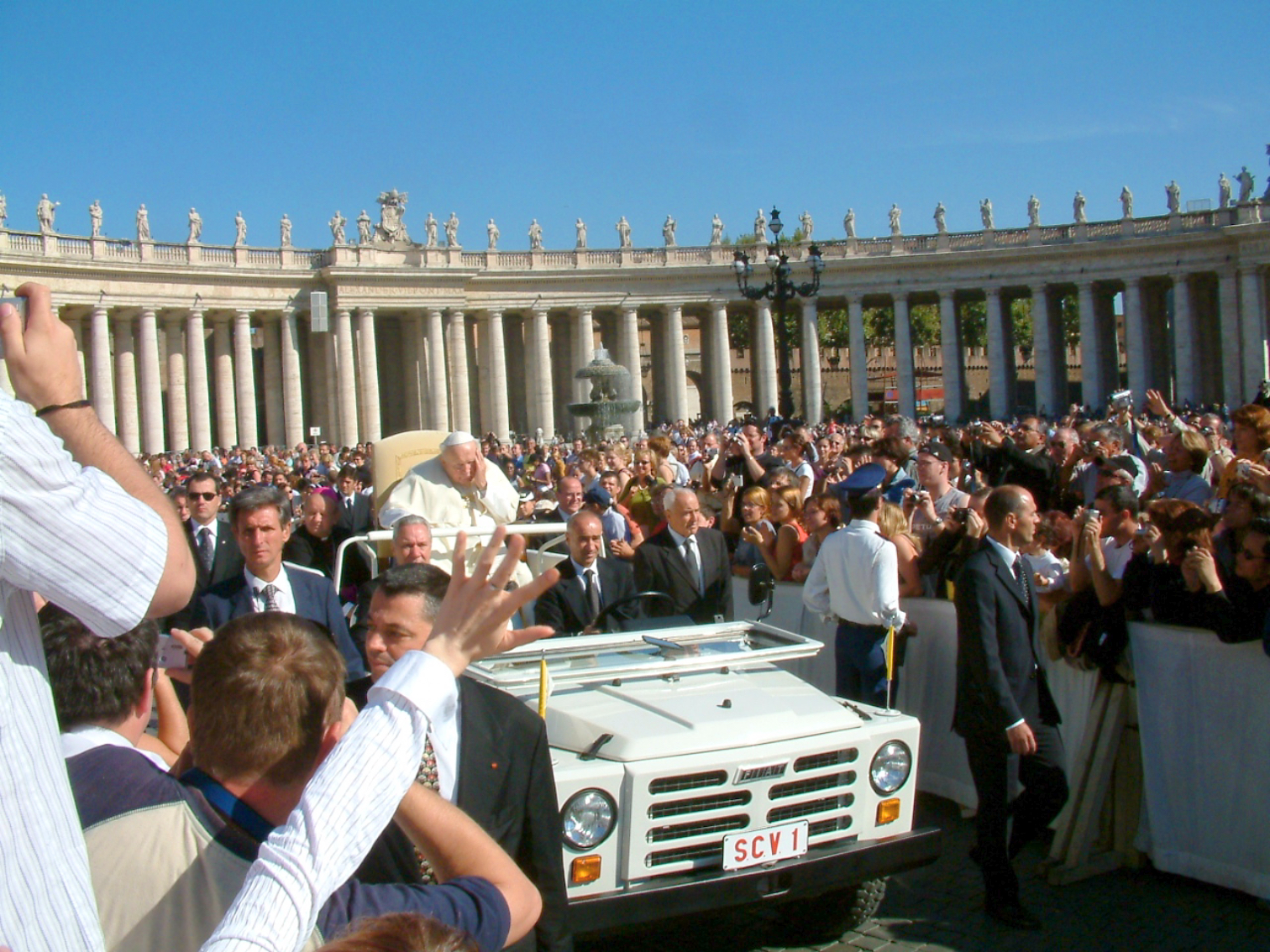
Papa Ioan Paul al II în piața Sfântul Petru în anul 2004 - Fiat Campagnola

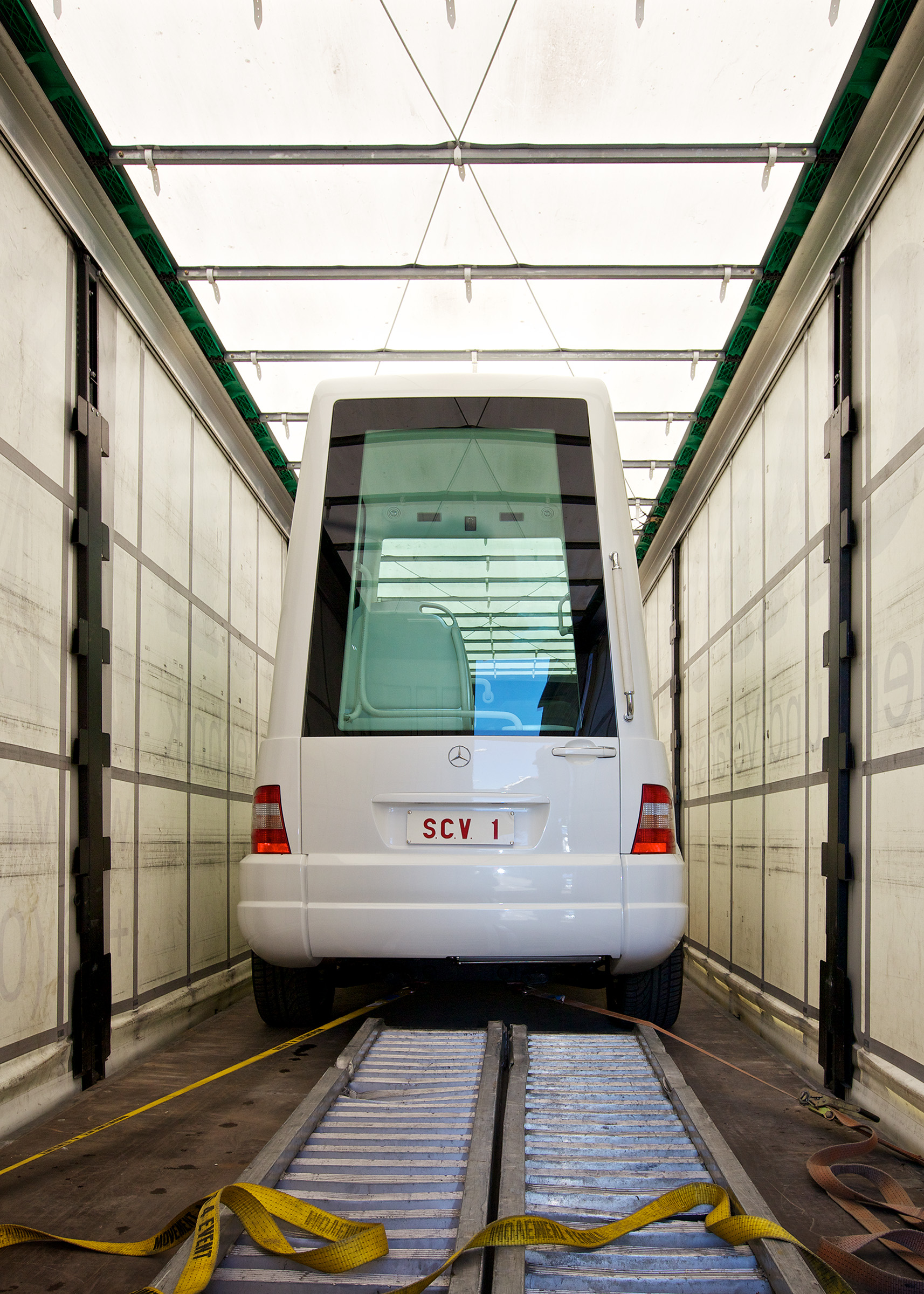
Papamobilul Mercedes-Benz M-Class al Papei Benedict al XVI-lea, cu numărul de înmatriculare SCV 1

Papamobil este denumirea neoficială pentru un automobil special construit, folosit de către Papă în cursul aparițiilor publice. Cuvântul este rezultatul combinației dintre cuvintele Papa și automobil.
În decursul timpului au existat mai multe modele folosite de către Papi. Promotorul acestui tip de automobil, însă, a fost Papa Ioan Paul al II-lea, care l-a folosit pentru prima dată cu ocazia vizitei din Polonia, țara sa natală, după ce a fost ales Papă. Papamobilul avea culoare albă, o viteză de 6 kilometri la oră, și a avut la bază marca poloneză de automobil Star, o mică camionetă construită la o firmă din Starachowice. Un alt model a fost construit în 1979 pentru Papa Ioan Paul II-lea cu ocazia primei sale vizite în Irlanda, care era mult mai mare decât cel folosit astăzi în Vatican. Un altul a fost un Mercedez-Benz modificat, cu o mică cameră de sticlă în spate unde stătea Papa.
Ca urmare a încercării de asasinat a Papei Ioan Paul al II-lea în 1981, papamobilul a fost construit cu sticlă anti-glonț pe toate cele patru laturi. Cu toate acestea, însă, uneori a fost condus cu geamurile deschise. În primele sale zile de potificat, Papa Benedict al XVI-lea a folosit un papamobil care avea partea din spate deschisă, fără geamuri.
Mai multe papamobile folosite de către Papi în călătoriile din străinătate au rămas în țara gazdă și au fost folosite cu ocazia vizitelor următoare. Papamobilul rămas în Mexic, de exemplu, a fost scos în public pe timpul funerariilor Papei Ioan Paul al II-lea. În mod similar, fabrica de automobile din Filipine Francisco Motors a produs papamobilul pentru vizita papală din 1995. Costurile, de milioane, au fost acoperite din contribuții private și, la fel ca papamobilul din Irlanda, era dotat cu geamuri antiglonț, armură antibombă, și a fost inspectat cu succes de Garda Elvețiană. Când Papa Ioan Paul al II-lea a murit, acest papamobil a fost cumpărat de către reprezentanții parohiei Quiapo cu scopul de a fi arătat publicului. În felul acesta parohia a devenit un loc de perelinaj instantaneu pentru filipinezii care au dorit să aducă un omagiu Papei Ioan Paul al II-lea dar nu și-au permis să meargă la Vatican pentru înmormântarea sa.
Multe dintre papamobilele folosite în diverse ocazii sunt modificări ale mărcii Mercedes-Benz. Un astfel de papamobil, convertit din 230 G Gelandewagen, a fost construit pentru Papa Ioan Paul al II-lea cu ocazia vizitei în Germania în 1980. Unul dintre modele curente are la bază modelul M-Class sport, construit în Statele Unite ale Americii. Cu ocazia Întâlnirii Internaționale a Tineretului Catolic din Toronto din 2002, Papei Ioan Paul al II-lea i s-a prezentat o nou model de papamobil, care avea la bază modelul ML430, cu calități speciale, fără precedent.
Pentru prima vizită a Papei Ioan Paul al II-lea în Anglia, Land Rover a produs o versiune modificată a unuia dintre autovehicolele sale, care în prezent se găsește la “Palatul Imperial” din Las Vegas. Pe timpul vizitei Papei din Canada în 1984 s-a folosit o versiune modicată a mărcii GMC Sierra, care în 2005 s-a aflat, pentru o scurtă perioadă de timp, expus la Muzeul Științei și Tehnicii din Canada.
Compania Ford, de asemenea, a produs o serie de papamobile pentru Vatican care aveau ca model limuzine prezidențiale. De exemplu, modelul Lehman-Peterson 1964 a fost folosit de către Papa Paul al VI-lea în vizita la New York în 1965, și a fost refolosit în 1970 cu ocazia vizitei în Bogota.
În 2006, un papamobil blindat folosit de către Papa Ioan Paul al II-lea cu ocazia vizitei sale în Marea Britanie în 1982 a fost scos la licitație în Scoția și vândut pentru £37,000 ($70,500) unei persoane din Irlanda.
Un papamobil marca Mercedes-Benz 230 G (unul dintre cele două construite) a fost scos din circulație și se află în prezent expus la Muzeul Mercedes-Benz din Stuttgart, Germania.
În 2002 Papa Ioan Paul al II-lea a cerut mass-mediei să înceteze a se mai referi la acest automobil cu termenul de papamobil găsindu-l nedemn, însă apelul său nu a avut succes.
Pe data de 6 iunie 2007, cu ocazia obișnuitei audiențe papale de miercuri, un tânăr de naționalitate germană a încercat să sară de pe bariera de protecție din Piața San Pietro pe papamobil în momentul în care acesta, avându-l în spate pe Papa Benedict al XVI-lea, a trecut prin dreptul său. Papa nu a fost rănit și se pare că nici nu a observat incidentul. Tânărul a fost pus la pământ de către ofițerii de securitate din jurul Papei. Acesta a fost interogat de către poliția Vaticanului, după care a fost dus la un spital pentru tratament psihiatric.
În 2019 Papa Francisc a primit o Dacia Duster 4x4 pentru a fi folosită ca papamobil în timpul vizitei în România.